# 仏壇
仏壇（ぶつだん）とは、
1. 仏教において仏を祀る壇全般を指す。寺院の仏堂において仏像を安置する壇（須弥壇）も含まれる。
2. 一般家屋の中に常設された、仏教の礼拝施設である。仏教寺院において本尊を祀る須弥壇（内陣）を小型化したもの。日本では、先祖供養に多く使われる。寺院本堂の祭壇と区別し、寺院の庫裡・客殿などに置ける小型の祭壇や、一般家庭の仏壇を指して「御内仏（おないぶつ）」という呼称もある。

## 概要
家庭内の仏壇について、チベット仏教では屋内の壁の1面程度を占めるサイズの祭壇上に本尊（身・口・意の三本尊=仏像・仏画, 経典, 仏塔）や供物などを配置する。
日本の場合

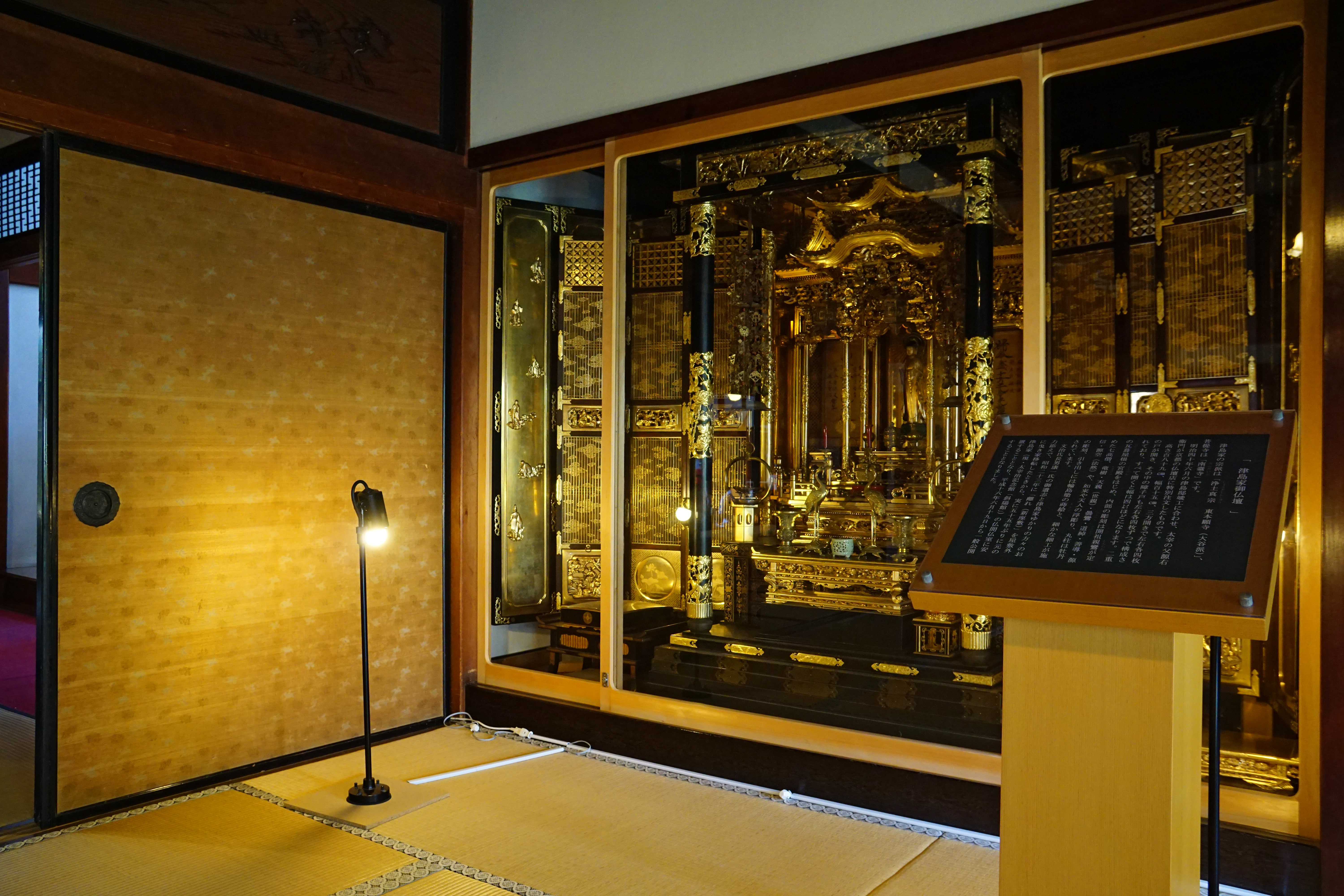
浄土真宗大谷派の仏壇（斜陽館）

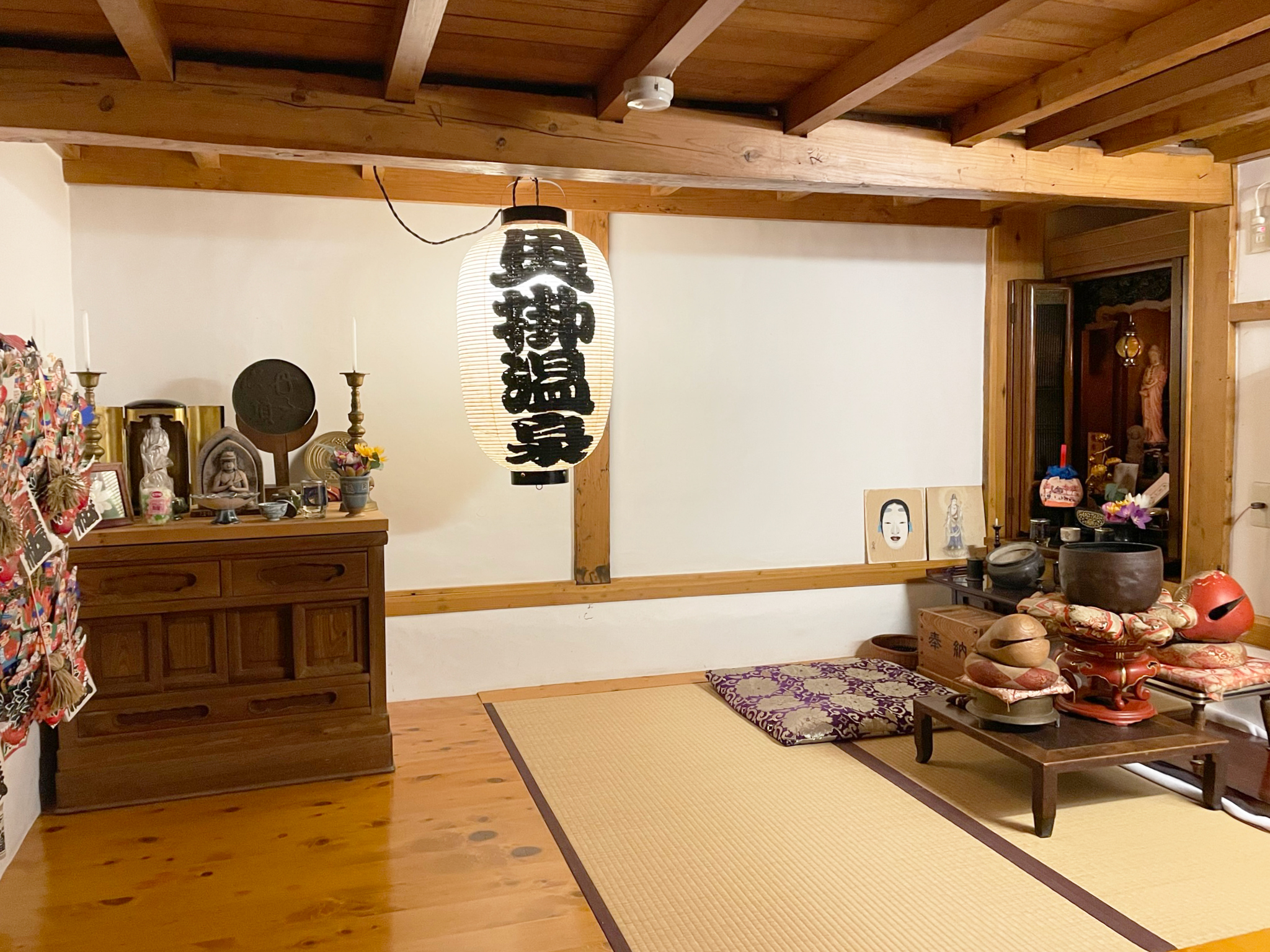
仏壇を安置する仏間（ぶつま）（貝掛温泉）

日本仏教では宗派ごとに指定された様式にて、木製の箱=仏壇の内部に本尊や脇侍の像・掛軸・供物などに加え、先祖供養のための位牌や過去帳、法名軸などを祀る。内部は仏教各宗派の本山寺院の仏堂を模した豪華な作りになっている。日本の仏壇を大きく分類する場合は、金仏壇・唐木仏壇・関東式仏壇・家具調仏壇に分類される（詳しくはそれぞれの項目を参照）。

## 歴史（起源）
仏壇の起源については「持仏堂（じぶつどう）→仏壇説」と「魂棚（たまだな）→仏壇説」の2説ある。古代インドでは、土を積み上げて「壇」を作り、そこを神聖な場所として「神」を祀っていた。やがて風雨をしのぐために土壇の上に屋根が設けられた。これが寺院の原型である。それを受け継ぎ仏壇の「壇」の字は土偏である。
日本では、白鳳14年（西暦685年）3月27日、天武天皇が「諸国の家毎に仏舎（ほとけのおおとの）を作り、乃ち仏像（ほとけのみかた）及び経を置きて以て礼拝供養せよ」との詔を出した。それにちなみ全日本宗教用具協同組合では毎月27日を「仏壇の日」に制定している。ただし、この詔は現在の仏壇の直接の起源ではない。

### 持仏堂→仏壇説
貴族などの上流階級においては、持仏堂を持つものもあった。藤原頼通の平等院鳳凰堂や足利義満の鹿苑寺などがある。また『更級日記』の作者、菅原孝標女が薬師仏を等身に造って屋敷内で祀ったというのも仏壇の源流である。竹田聴洲によると、上記のような持仏堂が縮小・矮小化し屋内に取り込まれることによって、仏間を経て仏壇に変化したとしている。
室町時代、浄土真宗中興の祖である本願寺八世・蓮如が布教の際に「南无阿弥陀仏」と書いた掛軸を信徒に授け、仏壇に祀ることを奨励した。仏壇を作る際に本山を真似たところから、現在の金仏壇の元となる。それゆえ、浄土真宗では仏壇に対しての決まりごとが多い。なお、現在でも浄土真宗において、仏壇の本尊は掛軸であり、菩提寺を通して本山から取り寄せたものとされる。
モンゴルではゲルの中にチベット仏教の仏壇を設けることがある。
なお、仏教国であるタイでは家庭用の仏壇は見られない。それは寺院が生活の身近にあり、自宅の中に改めて小さな寺を作る必要がないからであり、供養壇としての流れが加わっているためでもある。

### 魂棚（たまだな）→仏壇説
お盆に先祖や新仏の霊を迎える祭壇のことを魂棚（盆棚・水棚ともいう）という。形状は地域・時代によって様々であり、四隅に竹や木で四本柱を建て板を渡したものや茶卓を使用する場合もある。民俗学者の柳田國男は、この魂棚が盆のみの設置から常設化されて仏壇になったとしている。現在、仏壇の起源については竹田のいう「持仏堂→仏壇説」の方が有力視されている。

### 普及時期
江戸時代、江戸幕府の宗教政策である寺請制度により、何れかの寺院を菩提寺と定めその檀家になることが義務付けられた。その証として各戸ごとに仏壇を設け、朝・夕礼拝し、先祖の命日には僧侶を招き供養するという習慣が確立した。社会が安定し、庶民の暮らしが豊かになってきたことも背景に、庶民にまで浸透した。また日光東照宮などに見るように、元禄期の社寺建築技術の隆盛が各地に影響を与えた。金仏壇産地の多くは、その頃に宮大工が興したと言われている。この点についても諸説存在する。

### 補足
鎌倉時代に禅宗と共に位牌が持ち込まれると、次第に浄土真宗以外の各宗派で用いられるようになり、江戸時代には一般化した。その位牌を置くために位牌壇を作ったり、浄土真宗を真似て仏壇を使用するようになった。その後、浄土真宗の仏壇と区別するために禅宗様が生まれる。そのために他宗では浄土真宗ほど仏壇に対して厳しくない。
なお神道には仏壇にあたる祖霊舎がある。神棚に神を祀り、祖霊舎には先祖を祀る。これは供養壇が神道風に発展したものである。ただし、江戸時代までの神棚には先祖（33回忌を過ぎた霊の集合体）も同時に奉られていた。寺院の住職家族用の仏壇を特に「御内仏」という。小型の寺院という考え方であれば本堂があるので必要がないはずだが、先祖供養の観点から別途用意されることが多い。

## 形状
仏壇には扉が付いている。寺院の山門を見立てたものと言われる。また寺院の本堂において内陣との境には巻障子がある。そのため、仏壇の扉の内側も障子が付く。仏壇内部は基本的に三段になっており、中の一番高い中央の檀を「須弥壇（しゅみだん）」と呼ぶ。須弥山を象ったものとされる。須弥壇の上は「宮殿（くうでん）」と呼ばれ、本尊を祀る。各宗派の本山寺院の内陣を模して造られるため、宗派によりつくりが異なる。その左右には脇侍仏や祖師を祀る。須弥壇を含めた最上段には「高欄（こうらん）」が付く。その下の段に位牌を置く。位牌が複数ある場合は、向かって右・左・右と交互に並べる。第二次世界大戦後、仏壇の左右両側面の上部に穴が開けられるようになった。これは灯籠（灯篭）の配線用のコードを通すためのものである。
仏壇づくりは木材の加工から漆などによる装飾まで、伝統工芸を含む職人の8工程ほどの分業制となっており（木地師、宮殿師、蒔絵師、彫刻師など）、各地に仏壇産地がある。家族形態などの変化から仏壇を新規にしつらえる家庭は減っている（愛知県東部の三河仏壇では1985年頃が生産のピーク）。一方で、後述のような宗派による様式と異なった、現代美術と組み合わるなどした仏壇がデザイン・製作され、外国でも展示されるといった新しい動きもある。

### 宗派による違い
唐木仏壇ではほとんど差異がないが、金仏壇では特に以下の違いが顕著である。
浄土真宗本願寺派（西本願寺）
一重破風屋根（宮殿）　金箔張りの柱（宮殿・外柱）　西本願寺の阿弥陀堂を模したもの
真宗大谷派（東本願寺）
二重瓦屋根（宮殿）　黒漆塗りの柱（宮殿・外柱）　高欄朱塗りで擬宝珠（ぎぼし）金箔張り　黒柱は東本願寺の阿弥陀堂、二重屋根は大師堂を模したもの
日蓮正宗（大石寺）や創価学会の仏壇は他宗派の仏壇と比べて構造が全く異なり、寺院の厨子に模した扉が内部に取り付けられている。最近では厨子型の仏壇も多く作られており、厨子の扉は電動式で開閉するものが主流である。寺院同様、須弥壇の上に厨子を置くだけの場合もある。

### 地域による違い
金仏壇や唐木仏壇の扉が折戸の観音開きであるのに対し、主に北関東の旧家に見られる関東式仏壇の扉は引き戸の障子である。関東式仏壇は「タンス仏壇」「野州仏壇」とも呼ばれ、上部が仏壇、下部が収納庫という、日常生活に根ざした合理的な造りになっている。
主に欅や栓で作られ、高さは1間、奥行き2尺程度、幅は3尺間口におさまるサイズが一般的である。
- 仏壇の中でも、かなり立派な仏壇の例（真宗大谷派の例）
- 仏壇
- NHKのドラマ『ごちそうさん』で造られた（再現された）大阪の「西門家」の居間の撮影セットに配置された仏壇。大阪の旧家などでは、よくあるサイズの仏壇。
- 一般家庭では、しばしばあるサイズの仏壇（写真右上）
- 集合住宅（マンションやアパート）で暮らしていて屋内空間がかなり限られている場合でも使えるサイズの仏壇（まだ中に何も配置していない状態のもの）。家具調仏壇。
- 仏壇店に並ぶ、小さめで簡素な仏壇。小さいものは、ほんの30〜40cm角ほどである。

## サイズ表記
仏壇・仏具の寸法は尺貫法が基本になる。

### 金仏壇
仏壇の規模の表し方は金仏壇では「代（だい）」という単位が用いられる。これは中に掛けられる掛軸の大きさのことを指しており、これが3幅掛けられるだけの内のりがあることを示す。
例：50代…50代の掛軸が3枚掛けられるだけの内のりがある。
その際の掛軸とは、浄土真宗の本山から取り寄せた掛軸を指す（浄土真宗では本山から取り寄せた掛軸を祀る）。20代・30代・50代・70代・100代・120代・150代・200代がある。浄土真宗各派でサイズは多少異なるが仏壇サイズは同じで作られる。各産地により差異があるが具体的には、
例：30代…内のり約1尺4寸（約42cm）、50代…内のり約1尺6寸（約48cm）、70代…内のり約1尺8寸（約54cm）。
あくまで内のりであるので、同じ50代でも外寸法は異なる。「代」という単位は浄土真宗に基き、江戸時代における本尊のサイズごとの代価の名残であり、金仏壇と浄土真宗の繋がりの強さを感じさせる。中に入れるものの大きさが基準となっている、単位しては珍しい例。これの他に唐木仏壇と同様に外寸寸法表記を用いる地域も多い。

### 唐木仏壇
仏壇の規模の表し方は、高さ×戸幅の寸法が用いられる。戸幅とは、扉を閉めた時の扉部分の全体幅である。
例：43-18…高さ4尺3寸（約130cm）×戸幅1尺8寸（約54cm）
土地柄によっては戸幅が先で高さが後に表される所もある。あくまで戸幅であるので、同じ43-20でも全体幅・奥行きは異なる。
箪笥の上に置くような小型の仏壇の規模の表し方は、総丈を「号（ごう）」もしくは「丈（たけ）」で表す。
例：18号…高さ1尺8寸（約54cm）、20号…高さ2尺（＝20寸、約60cm）。
仏壇は「一基」「一本」「一台」で数えられる。「基」は据え付けるという意味の助数詞。据え付けるというのは施主の家に納まるということであるので、生産段階、販売段階では「台」と「本」が主に使用される。展示本（台）数、生産本（台）数という。

## 荘厳
仏壇の内部及び、その周りに仏具を厳かに飾ることを、荘厳（しょうごん）という。仏像もしくは掛軸の本尊を祀る。本尊は祀る対象のものであり、仏具とは呼ばない。そもそも仏壇とは本尊を祀ったものであり、本尊を入れる前のものは家具と同じであり、本尊を安置し、仏具によって荘厳して初めて仏壇としての機能を果たすことになる（ただし、それは小型寺院としての起源から見たものであり、供養壇という観点から見れば、位牌や写真を入れて故人を祀っているものも仏壇に含まれる）。

### 仏具の例
各宗派共通
灯篭、三具足（五具足）、花立、香炉、火立、仏飯器、鈴（りん）、打敷、過去帳、見台（過去帳台）、経机、香合など。
浄土真宗系のみ
華瓶、火舎香炉、供笥、輪灯、法名軸など。
それ以外の宗派のみ
茶湯器、高杯、霊供膳、木魚、鉦吾、木鉦など。
仏具の内容は宗派により異なる。また同じ名前の仏具でも宗派により形や色が違う。浄土真宗系は黒塗り・紺系、他宗は朱塗り・朱色系のものが使用される。

### 入れるべきではないとされるもの
以下のものは仏壇に入れるべきではないとされる。
写真
各宗派とも教義上、写真を飾る教えはない。仏壇のもととなった寺院の本堂は浄土を表したものあり、内陣も故人の写真を飾っておらず、仏壇もそれに倣い飾らない。写真は姿を記憶にとどめるための道具であり、それ以上のものではないので、供えないとされる。ただし、実際は故人の葬式時の小さい写真（遺影）を入れている家庭は多い。
他宗派の仏像
別途、厨子などに祀る。
お守り、御札
身に着けるか、別途祀る。
賞状、合格通知
仏教は本来「ご利益信仰」では無いという観点から見れば祀るべきではないが実際には仏尊や先祖への感謝などの気持ちで地方の旧家等も含め仏壇に祀ることは多い。

## 開眼供養
仏壇を購入したら僧侶に開眼（法要）を依頼する。いわゆる「精根（しょうねん、しょうね）入れ」のことで、仏像や掛軸、位牌に対して行う。これをすることによって初めてご本尊や位牌が礼拝の対象になり、仏壇も箱から仏壇になる。宗派により、入仏式、御移し（おわたまし）、入魂式、お霊入れ、お魂入れなどと言う。祝い事であり、水引は紅白となる。表書きは「開眼供養料」「入仏式 御布施」などとする。購入日から余程日があいていなければ、法要の際に一緒に依頼することが多い。仏壇を処分する際には「精根抜き」をする。また仏壇の移動・洗濯などの際にも、一旦「精根抜き」をしてから終了後に「精根入れ」をする。日蓮正宗では、新たに本尊が下付された場合に僧侶の導師により入仏式が行われ、寺院が新たに創設された場合や本堂安置の本尊を新たに迎えた場合、本堂が建て替えられた場合に法主を迎えて入仏式（本堂再建で、かつ本尊が下付されない場合は本尊修復後の開眼供養を兼ねて落成式）が行われる。引越しや仏壇の購入の場合は遷座式として行われる場合が多い。仏壇に対し「精根抜き」「精根入れ」は行わない。
また、浄土真宗では入仏式と呼ばれるが、本尊に仏を入れるといった考えがないため、正確には「入仏慶讚法要(にゅうぶつけいさんほうよう)」と呼ばれる。

## 仏壇の相続や処分
仏壇や仏具・神棚・墓石などの祭祀財産は、相続税について課税財産と扱わない。つまり非課税である。これは仏壇は個人のものではなく、共有財産と捉えられるからである。ただし、純金の仏像など純然たる信仰の対象とは考えにくいものは課税財産となる。
一方で少子化が進む現代日本では、子孫や親族がいない、あるいは供養の負担をかけたくないため、墓じまいとともに仏壇を処分する人もいる。

## 仏壇販売における不正の多発と「仏壇公正取引協議会」の発足
消費者が商品の知識をあまり持っていないことをいいことに、元々は安価なお仏壇に高額な定価をつけ、大幅な値引きがあるように装って販売するといった「二重価格」での販売手法が横行している。2010年6月、消費者から寄せられた多くのクレームを受け、経済産業省より全日本宗教用具協同組合と全国伝統的工芸品仏壇仏具組合連合会に業界の正常化への申し入れがあり、前述の業界団体において『仏壇の表示に関する公正競争規約』を策定。公正取引委員会と消費者庁がこれを認めた。この公正競争規約は、不当景品類及び不当表示防止法（昭和37年法律第134号）第11条第1項の規定に基づき、仏壇の取引について行う表示に関する事項を定めることにより、不当な顧客の誘引を防止し、一般消費者による自主的かつ合理的な選択及び事業者間の公正な競争を確保することを目的とする。
主な内容は以下の3点:
1. 商品の品質表示の義務化
仏壇を構成する主要部位ごとに、使用している木材の種類と使用されている分量を表示することを義務付けている。店頭・カタログ・チラシ・ネットなど各媒体ごとに表示しなければならない項目が異なる。これは、仏壇の価値を決めるにあたり重要なファクトとなるため、品質表示項目と価格のバランスを見ることで、商品価値をはかるためにある。ただし、表示項目の内容については、一般には浸透していないため、消費者がの役に立っているかは不明である。
2. 二重価格の表示の制限
「100万円の仏壇を90%OFFの10万円で販売」と表示するためには、実際に100万円で一定期間販売していたことを証明しなければならないと定められている。加盟する店舗においても、二重価格の表示をやめずに販売を続ける店舗がある。このような表示を見たら仏壇公正取引協議会の加盟店舗であるか確認をし、加盟店でなければすべての表示を疑うべき、加盟店であれば協議会への通報を求めている。
3. 特定用語の使用基準
完全や100%、絶対などの「完全を意味する用語」は計測可能な条件を100%満たせる場合のみ使用可能。世界一・日本一・当社だけ、最高、最大などの『最上級を意味する用語』は客観的事実に基づく具体的根拠があり、かつ、具体的数値等の事実を付記してある場合においてのみ使用することができる。そのほか、仏壇購入の際の知識は仏壇公正取引協議会のホームページに記載があるので、仏壇購入を考えている方は確認をしたほうがよい。

## ペット仏壇
近年、ペットは家族の一員となっている。そこでペットの死に際し、人間と同じように葬儀やお墓、仏壇を用意するケースも増えている。原則的に、ペットは人間と同じ仏壇には祀らない。祀る場合は、別途設けることになる。それは住む世界（人間道と畜生道）が違うからであるとされる。本尊は宗派によって様々ではあるが、主に馬頭観音像や阿弥陀如来像、観音菩薩像等を最上段に安置し、位牌は最下段に置く。位牌に刻む文字は、生前の名のほか「愛玩○○（生前の名）號之霊位」とする例もある。